# Sân vận động Isidoro Beaton
Sân vận động Isidoro Beaton (tiếng Anh: Isidoro Beaton Stadium) là một sân vận động đa năng ở Belmopan, Belize. Sân được sử dụng chủ yếu cho các trận đấu bóng đá và là sân nhà của các câu lạc bộ bóng đá Belize Belmopan Blaze và Belmopan Bandits. Sân vận động có sức chứa 2.500 người. Đây cũng là sân nhà của đội tuyển bóng đá quốc gia Belize được sử dụng phổ biến nhất.